# Dissotis multiflora
Dissotis multiflora là một loài thực vật có hoa trong họ Mua. Loài này được (Sm.) Triana mô tả khoa học đầu tiên năm 1871.